# Plesiocystiscus bubistae
Plesiocystiscus bubistae là một loài ốc biển rất nhỏ, một động vật thân mềm chân bụng sống ở biển trong họ Cystiscidae.

## Miêu tả
Kích thước vỏ dao động từ 1,5 mm đến 2,3 mm.

## Phân bố
Loài này xuất hiện ở Đại Tây Dương dọc theo quần đảo Cape Verde.